# Shindand
Shindand, abans Sabzevar d'Herat (paixtu: شين ډنډ; Sabzavār o Sabzevar o Sabzawar en persa s'escriu: سبزوار) és una ciutat del centre del districte de Shindand (al qual dona nom) a la província d'Herat, a l'Afganistan, a la regió històrica del Khurasan oriental; el nom de Sabzevar d'Herat (Camps Verds d'Herat) se li va donar al segle XX per distingir-la de la ciutat de Sabzevar, més a l'oest, a l'Iran.
Correspon a la ciutat medieval d'Isfizar o Asfizar a la ruta entre Sistan i Herat. Els geògrafs medievals l'assignen a vegades al Sistan i a vegades al Khurasan. El seu districte tenia quatre pobles. Als segles VIII i IX hi havia activitat kharigita i el 982 els Hudud al-alam encara l'esmenten com a poblada per kharigites. Però Mustawfi ja l'assenyala com a ortodoxa i xafiïta.
La moderna població té un aeroport militar i civil. Els anys vuitanta hi va haver un contingent rus estacionat. El senyor de la guerra d'Herat, Ismail Khan, és natiu de la ciutat. Actualment hi ha un equip militar italià.